# Chaloupka na vršku
Chaloupka na vršku je český loutkový animovaný televizní seriál z roku 2006 vysílaný v rámci večerníčku.
Scénář zpracovali Šárka Váchová a Pavel Cmíral podle námětu Šárky Váchové. Režii se věnovala opět Šárka Váchová. Za kamerou stáli Jakub Halousek a Jan Müller. Výtvarnou stránku měla na starosti Šárka Váchová. Seriál namluvil jako hlavní vypravěč Ladislav Mrkvička, dále se podíleli na seriálu Magdalena Reifová, Dana Syslová, Otakar Brousek ml., Jakub Hubert, Petr Skoumal, Ondřej Volejník, Hana Dotřelová, Claudia Eftimiadu a Lenka Krupanská. Hudbu složil Petr Skoumal. Bylo natočeno 26 epizod, délka se pohybovala v rozmezí od 7 do 8 minut.
Pořad je duchovním nástupcem Jája a Pája.

## Synopse
V chaloupce na vršku žije řezbář se třemi dětmi – Mařenkou, Andulkou a Honzíkem. V příbězích chce seriál ukázat celoroční cyklus a jednotlivá roční období, jak jdou za sebou – jaro, léto, podzim, zima. Děj je situován do podhorské vesničky na konci 19. století…

## Seznam dílů
1. Jak to bylo na Tři krále
2. Jak to bylo o Masopustu
3. Jak se Andulka bála Smrtky
4. Jak píšťalka pomohla
5. Jak se pomlázky ztratily
6. Jak odletěly čarodějnice
7. Jak měl Honzík svátek
8. Jak Andulka hlídala Barborku
9. Jak Esmeralda okouzlila Honzíka
10. Jak děti pekly brambory
11. Jak Andulku nevzali do školy
12. Jak to bylo na Mikuláše
13. Jak byla po Vánocích svatba
14. Jak se narodila Barborka
15. Jak se Honzík postavil čelem
16. Jak se lodičky z kůry potopily
17. Jak kluci hledali poklad
18. Jak to bylo o žních
19. Jak to bylo na svatého Václava
20. Jak to bylo na Dušičky
21. Jak se dřeváky ztratily
22. Jak to bylo o slunovratu
23. Jak se Honzík učil na housle
24. Jak byla na pastvě svatba
25. Jak šli kluci poprvé do školy
26. Jak Mařenka poslala srdce

## Další tvůrci
- Animace: David Filcík, Jan Smrčka, František Vaša, Martin A. Pertliček, Jan Čechl, Marta Kačorova, Alfons Mensdorff-Pouilly (neuveden, spolupracoval), Pavel Pachta